# Dokumentarfotografie

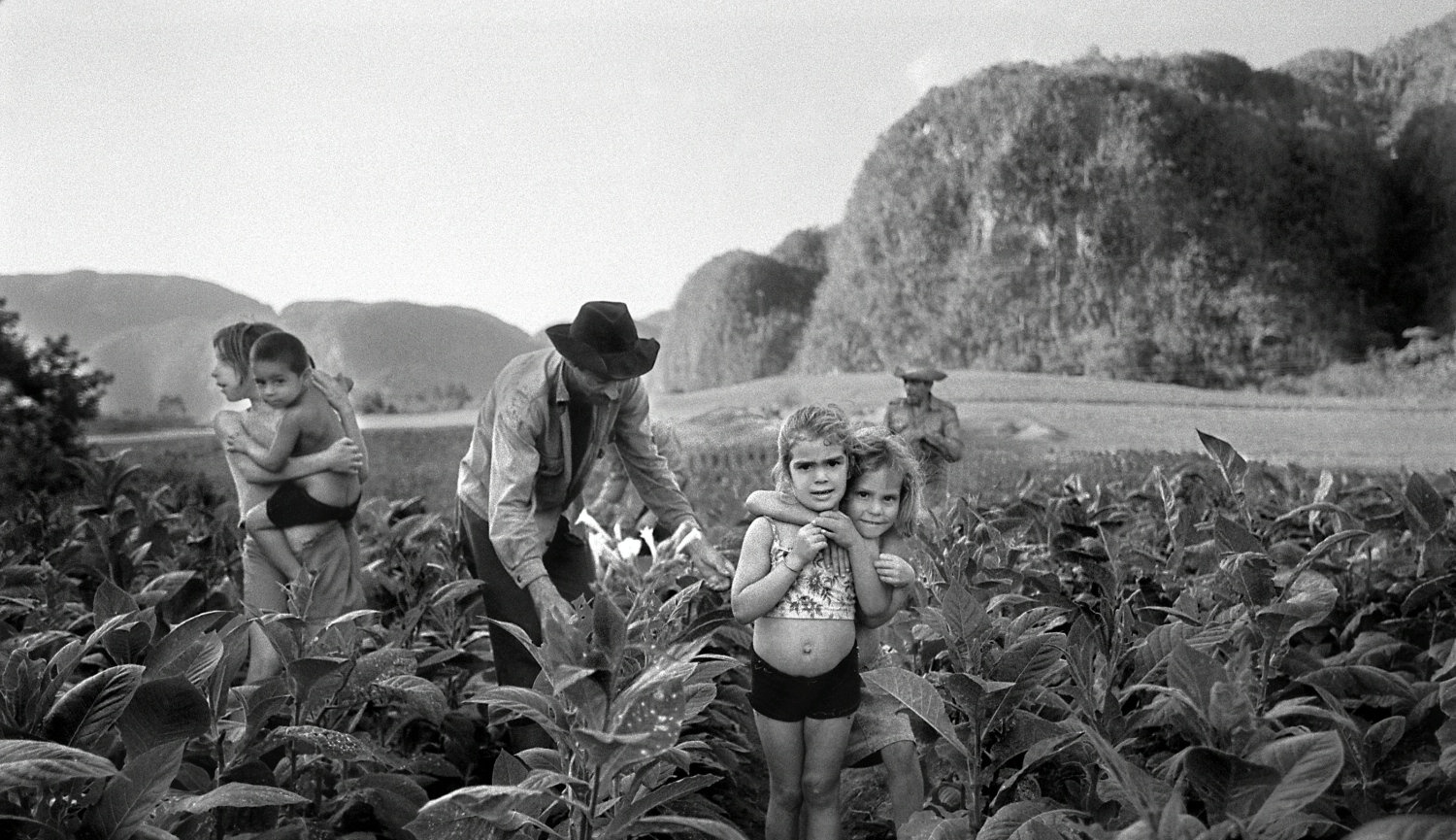
Manuel Rivera-Ortiz: Tabak-Ernte, Valle de Viñales, Kuba 2002

Dokumentarfotografie ist ein allgemeiner Begriff, der sehr unterschiedliche Gebrauchsweisen der Fotografie umfasst. Diese reichen von technischen Anwendungen, zum Beispiel in der wissenschaftlichen Fotografie, über Fotografie mit einem konkreten Anwendungszweck im Auftrag, etwa dem Fotojournalismus bzw. der Reportagefotografie, bis hin zu künstlerischer Fotografie, die sich dokumentarisch versteht. Im 19. Jahrhundert wurde Fotografie grundsätzlich als dokumentarisch begriffen und beschrieben; erst mit der Entwicklung der Kunstfotografie um 1900 bzw. dem Piktorialismus wurde eine Abgrenzung notwendig. Der Begriff „dokumentarisch“ für eine spezifische Gebrauchsweise der Fotografie, die sich mit der Außenwelt beschäftigt, wird seit Ende der 1920er Jahre verwendet.
Um als Dokument verstanden werden zu können, braucht ein Foto eine Beglaubigung durch eine Bildunterschrift, die üblicherweise den Ort und das Datum enthalten muss. Zur Einordnung als Dokument ist auch die Einordnung in einen Kontext wie etwa eine Fotoserie dienlich. Allein können Fotos Geschichte nicht erklären, dafür wäre Text zuständig, aber sie können sie realistisch oder wahr erscheinen lassen. Was als dokumentarisch verstanden wird und was nicht, beruht im Großen und Ganzen auf Konvention und ist immer ein Wechselspiel zwischen der Fotografie und einer gesellschaftlichen Aushandlung. „Dokumentarfotografie“ ist also nicht unbedingt eine feststehende Eigenschaft einer einzelnen Fotografie, sondern eher eine Gebrauchsweise von Fotografien.
Der Begriff „Dokument“ stammt von dem lateinischen Ausdruck documentum = beweisende Urkunde.

## Merkmale der Dokumentarfotografie

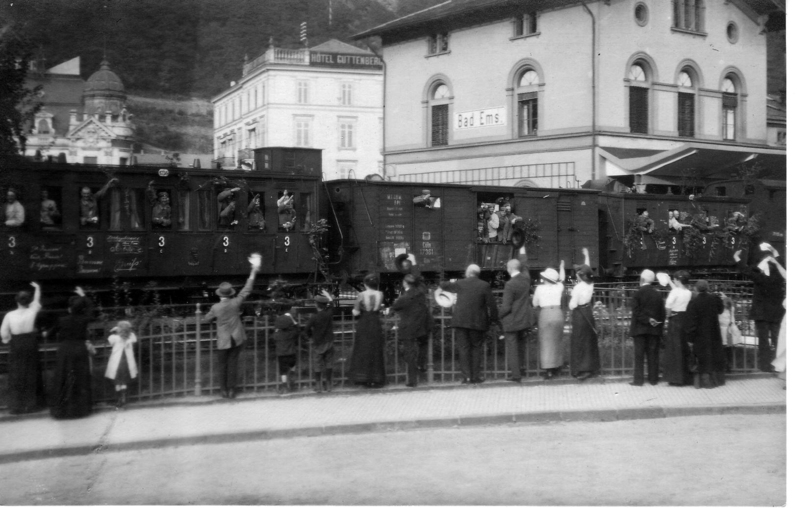
1914 von dem Hoffotografen Julius Goebel gefertigte Dokumentarfotografie mit einem die Stadt Bad Ems verlassenden Eisenbahn-Zug mit verschiedenen Waggons voller Soldaten auf dem Weg in den Krieg. Hinter einer Absperrung zahlreiche Frauen, Kinder und alte Männer, die den Soldaten zum Abschied winken. Der originale Fotoabzug findet sich im Stadtmuseum Bad Ems.

Dokumentarfotografie bedeutet trotz seines erklärt objektiven Ziels durchaus auch ein persönliches Bekenntnis des Fotografen. Er zeigt, was er vor Ort mit der Kamera sieht, nimmt die Betrachtenden mit und schildert alltägliche Eindrücke, die in der künstlerischen Fotografie womöglich keinen Stellenwert hätten. Der Blick der Dokumentarfotografie richtet sich bevorzugt auf das Alltagsgeschehen, auf ansonsten Bildunwürdiges wie Armut und Elend, Krankheit und Verfall, also Schilderungen, die sonst der Rezeption entgehen würden (Szenen ohne Intentionalität und Inszenierung).

## Entwicklung und Geschichte

### Pionierzeit
In der Gesellschaft des 19. Jahrhunderts wird dem fotografischen Abbild zunächst von seiner Natur aus eine dokumentarische Funktion zugeschrieben. So fordert bereits das British Journal of Photography ein umfassendes Archiv mit Fotografien anzulegen und als Dokumente für spätere Generationen zu erhalten.
In diesem Rahmen finden in den USA die ersten Versuche der Dokumentarfotografie statt:
- In den 1870er Jahren beginnt Jacob August Riis eine Fotoserie über die Armen von New York.
- Lewis W. Hine dokumentiert 1905 die Kinderarbeit in den USA, woraufhin diese gesetzlich verboten wird. Darin kündigt sich bereits die sozialkritische Gestalt der Dokumentarfotografie an.

Ein Pionier war Edward S. Curtis der 1896 sein zwanzigbändiges fotografisches Werk über die Indianerstämme Nordamerikas begann, bei dem bis zum Jahre 1930 rund 40.000 Negative entstanden.

### Entstehung der Dokumentarfotografie als eigenständige Gattung
Durch die gesellschaftlichen Auswirkungen der Weltwirtschaftskrise sieht sich die amerikanische Regierung unter Präsident Franklin Roosevelt zu umfassenden Sozialreformen, auch New Deal genannt, genötigt. In diesem Kontext wollte die Regierung die Bevölkerung Amerikas vor allem von der Notwendigkeit ihrer Maßnahmen überzeugen, um Unterstützung für ihre Politik zu gewinnen. 1935 werden deshalb von der Resettlement Administration (später umbenannt in Farm Security Administration) Fotografen beauftragt, eine groß angelegte fotografische Dokumentation über das ländliche Leben in Amerika zu erstellen. Sie sollten die verarmte Landbevölkerung würdig und ästhetisch darstellen, jedoch keinesfalls künstlerisch. Diese neue Art von Fotografie wurde „Dokumentarfotografie“ genannt, um sich von der künstlerischen Fotografie abzuspalten. Wesentliche Elemente der Dokumentarfotografie sind:
- Das Aufzeigen von sozialen Missständen
- Ästhetischer Charakter, der jedoch möglichst real und natürlich ist
- Nicht das Dokumentieren eines Ereignisses, sondern das sozialer Gegebenheiten anhand mehrerer Fotografien in einer Fotoserie
- Das Foto als Botschaft, die über den Text hinausgeht
- Dokumentarfotografie meist mit politischem Hintergrund, mit dem Anspruch auf politischen Einfluss
- Fotografieren als öffentlicher Charakter

Es entstand in diesem Zusammenhang also zum ersten Mal der Versuch einer offiziellen und organisierten Bewegung dokumentarischen Charakters. Bedeutende Fotografen jener Zeit sind in den USA unter anderem:
- Dorothea Lange
- Russell Lee
- Walker Evans
- Arthur Rothstein

In Deutschland hat der Dokumentarfotograf August Sander mit nach Berufsständen geordneten Porträts in den ersten Jahrzehnten des 20. Jahrhunderts Bedeutung erlangt.

### Dokumentarfotografie nach 1945
Nach 1945 hatte die Dokumentarfotografie einen schwereren Stand. Große dokumentarische Fotografen der Nachkriegszeit, etwa W. Eugene Smith, Diane Arbus, Robert Frank, William Klein oder Mary Ellen Mark waren entweder Einzelkämpfer, oder sie waren gezwungen, als Story-Lieferanten für die großen illustrierten Magazine (allen voran Life) zu arbeiten. Eingezwängt in die wirtschaftliche Logik der Auflagensteigerung, finden politische unabhängige Positionen immer weniger Platz. Man begegnet den Fotos von unabhängigen Dokumentarfotografen inzwischen häufiger in Museen denn in öffentlichen Zeitschriften. Dies hängt vor allem mit dem Wandel des öffentlichen Fotos von der Dokumentarfotografie zum Fotojournalismus zusammen. Die Bilder müssen immer aktueller sein, wodurch die Zeit, die eine Fotoserie benötigt, zu lang erscheint. Und durch die Flut von Informationen scheint es ökonomischer zu sein, möglichst viele Geschichten zu berichten, als einer Geschichte mehrere Seiten zu widmen und andere Informationen wegzulassen.
Dazu kommt, dass besonders politische Institutionen sich spätestens seit dem Vietnamkrieg der Wirkung des Fotos als Waffe bewusst sind. Das führt zu erschwerten Produktionsverhältnissen, bis hin zum embedded journalism, bei dem alle entstandenen Fotos zunächst von der Regierung gefiltert werden.
Seit Beginn des neuen Jahrtausends zeichnet sich eine Trendwende ab. Mehrere Museen und Wissenschaftsinstitutionen besinnen sich der dokumentarischen Kraft der Fotografie. Im Sommer 2009 zeigte das Budapester Ludwig-Museum unter dem Titel «Things are drawing to a crisis» eine Schau sozialdokumentarischer Fotografie der späten 1920er und der 1930er Jahre. Ebenfalls 2009 stellte der Fotograf, Kritiker und Kurator Jorge Ribalta im Museu d’Art Contemporani de Barcelona unter dem Titel «Universal Archive» eine Ausstellung zur Geschichte der Dokumentarfotografie im 20. Jahrhundert zusammen. 2010 fand im Museum Reina Sofia in Madrid eine große internationale Konferenz zur Geschichte der sozialdokumentarischen Arbeiterfotografiebewegung statt.
Ein jüngerer Dokumentarfotograf der Gegenwart ist Manuel Rivera-Ortiz, der als unabhängiger Fotograf die Lebensbedingungen von Menschen in Entwicklungsländern dokumentiert. Rivera-Ortiz wuchs in ärmlichen Verhältnissen im ländlichen Puerto Rico der 1970er Jahre auf. Von dieser Erfahrung geprägt, bezeichnet Rivera-Ortiz seine Arbeit als eine Feier des Lebens (A Celebration of Life), in Armut. Rivera-Ortiz hat u. a. Kuba fotografiert und die Lebensbedingungen, die er dort gesehen hat, mit dem Puerto Rico seiner Kindheit verglichen. Er hat auch die Würde der Dalit-Kaste („Unberührbaren“) in Indien dokumentiert, wie auch die Lebensbedingungen der Aymara in der trockenen Hochebene von Bolivien. Rivera-Ortiz hat auch Arbeiten über Kenia, die Türkei oder Thailand veröffentlicht.
Gegenwärtige berühmte Dokumentarfotografen sind:
- Jane Evelyn Atwood
- Edward Burtynsky
- Robert Frank
- Steve McCurry
- Manuel Rivera-Ortiz
- Marcus Schwier

## Beachtung in der Kunst
Seit den späten 1970er Jahren hat die Dokumentarfotografie neben der Kunstfotografie zunehmend einen Platz in Kunstgalerien und Museen erhalten. Luc Delahaye, Manuel Rivera-Ortiz, Marcus Schwier und die Mitglieder der VII Photo Agency zählen zu den Dokumentarfotografen, deren Bilder regelmäßig in Galerien und Museen ausgestellt sind.